# Honkisaari (ö i Kajanaland, Kehys-Kainuu, lat 64,79, long 29,23)
Honkisaari är en ö i Finland. Den ligger i sjön Vuokkijärvi och i kommunen Suomussalmi i den ekonomiska regionen  Kehys-Kainuu  och landskapet Kajanaland, i den centrala delen av landet, 600 km norr om huvudstaden Helsingfors. Öns area är 12,6 hektar och dess största längd är 0,9 kilometer i öst-västlig riktning.